# Max Semrau
Max Semrau, eigentlich: August Maximilian Ernst Rudolf Semrau (* 7. Mai 1859 in Breslau; † 17. August 1928 in Nürnberg) war ein deutscher Kunsthistoriker.

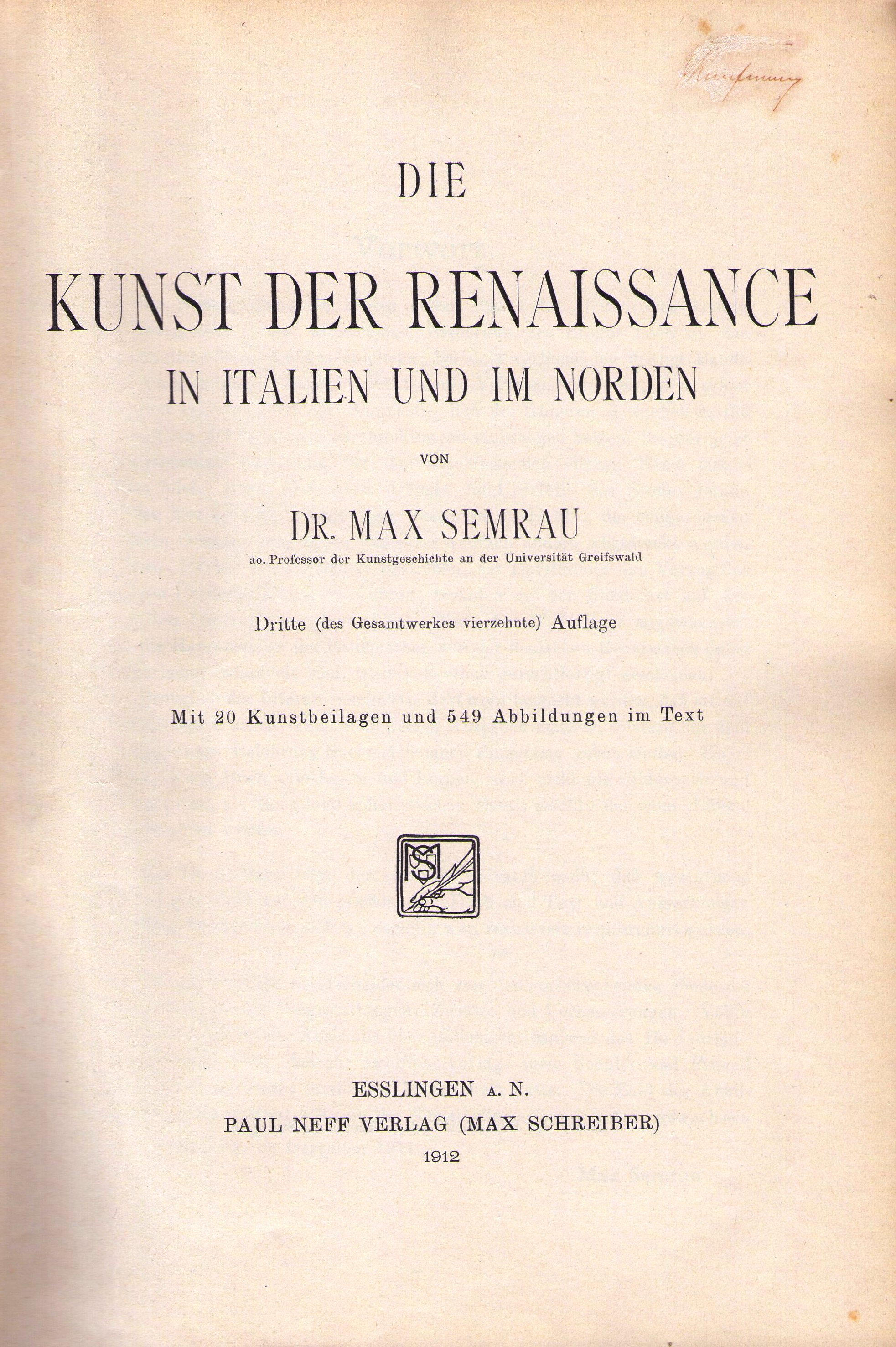
Titelblatt der dritten Auflage Die Kunst der Renaissance in Italien und im Norden, Band III der Reihe Grundriss der Kunstgeschichte

## Leben
Max Semrau wurde als Sohn des Journalisten und Revolutionärs August Semrau geboren und studierte nach dem Abitur 1876 am Maria-Magdalenen-Gymnasium Kunstgeschichte bei August Schmarsow an der Schlesischen Friedrich-Wilhelms-Universität zu Breslau. Als Schmarsow 1888 ein Wintersemester nach Florenz verlegte, um dort Vorlesungen zu halten, nahmen neben Semrau auch die Schmarsow-Schüler Max Jakob Friedländer und Aby Warburg teil. Diese Veranstaltungen gelten als „Vorläuferinstitut“ des 1897 gegründeten Kunsthistorischen Instituts in Florenz.
Nach Promotion und Habilitation war Semrau von 1891 bis 1907 Privatdozent in Breslau. 1906 wurde er zum ersten außerordentlichen Professor für das Fach Kunstgeschichte an der Philosophischen Fakultät der Universität Greifswald und begründete dort diese neue Disziplin. Semrau baute in Greifswald das Kunsthistorische Seminar auf und legte den Grundstock für dessen Bibliothek und Diathek. 1918 wurde er persönlicher Ordinarius und schloss sich der Deutschen Demokratischen Partei an. Von 1919 bis 1925 war er ordentlicher Professor für Mittlere und Neuere Kunstgeschichte.
Mit Wilhelm Lübke (1826–1893) und anderen Autoren bearbeitete er den erstmals 1860 erschienenen, mehrbändigen Grundriß der Kunstgeschichte, der zu den erfolgreichsten Populärdarstellungen seiner Zeit gehörte. 1927 begann er als Emeritus zusammen mit Otto Schmitt, seinem Nachfolger auf dem Lehrstuhl, die Vorarbeiten an dem Reallexikon zur Deutschen Kunstgeschichte (RDK), die Schmitt nach Semraus Tod alleine weiterführte.
Semrau war mit der Jüdin Matthilde Semrau verheiratet, die den Nationalsozialismus durch ihre privilegierte „Mischehe“ in einem Berliner Altersheim überlebte. Der gemeinsame Sohn Reinhard Semrau beging nach jahrelangen Schikanen durch die Gestapo am 3. Mai 1943 Selbstmord.

## Schriften (Auswahl)
- Bertoldo di Giovanni. Ein Beitrag zur Geschichte der Donatelloschule, Schottlaender, Breslau 1891
- Donatellos Kanzeln in S. Lorenzo. Ein Beitrag zur Geschichte der italienischen Plastik im XV. Jahrhundert, Schottlaender, Breslau 1891